# Río Martín (España)
El río Martín es un río afluente del río Ebro por su margen derecho. Discurre por las provincias de Teruel y Zaragoza (Aragón, España).

## Geografía
Nace al oeste de la Sierra de San Just, en el término municipal de Martín del Río (comarca de Cuencas Mineras), al confluir los ríos de la Rambla, de las Parras, Segura y Fuenferrada. En su primer tramo, el Martín baña la depresión de Montalbán, para atravesar después la sierra que se sitúa al norte de dicha villa, formando una profunda hoz a lo largo de más de veinte kilómetros. En este estrecho valle se asientan las localidades de Peñarroyas, Obón y Alcaine, recibiendo a su afluente el río Cabra. El valle desemboca en el embalse de Cueva Foradada —construido en 1926—, que aprovecha la hoz abierta en la sierra de los Moros, dentro del término de Oliete.
A partir de aquí, el curso del río discurre en dirección noreste hasta su confluencia con el Ebro. El valle se abre a lo largo de los siguientes kilómetros, sólo para encajarse nuevamente al alcanzar a la Sierra de Arcos, última sierra que el río ha de salvar. Su último tramo, en los materiales terciarios de la Depresión del Ebro, coincide con un valle de fondo plano rellenado parcialmente por depósitos aluviales.
Finalmente desemboca en el Ebro en Escatrón (Zaragoza), después de 98 km de recorrido por la geografía aragonesa.
En el curso medio del Martín, entre Montalbán y Albalate del Arzobispo, está emplazado el Parque Cultural del Río Martín. Las pinturas rupestres constituyen el principal lazo de unión, si bien el parque alberga diversos yacimientos paleontológicos y arqueológicos. Creado en 1995, tiene una extensión aproximada de 160 km².
El conjunto rupestre fue declarado Patrimonio de la Humanidad por la UNESCO en 1998.